# RFC5
Репликациони фактор Ц, подјединица 5 је протеин који је код људи кодиран RFC5 геном.
За елонгацију прајмираног ДНК шаблона ДНК полимеразе делта и ДНК полимеразе епсилон неопходни су помоћни протеини: пролиферативни ћелијски нуклеарни антиген (ПЦНА) и репликациони фактор Ц (RFC). RFC, такође познат као активатор 1, је протеински комплекс који се састоји од пет подјединица са 140, 40, 38, 37, и 36 kDа. Овај ген кодира 36 kDа подједницу. Та подјединица интерагује са Ц-терминалним регионом ПЦНА. Она формира сржни комплекс са 38 и 40 kDа подјединицама. Сржни комплекс испољава АТПазну активност, коју стимулише ПЦНА у ин витро системима. Познате су алтернативно сплајсоване трансцриптне варијанте које кодирају различите изоформе.

## Интеракције
RFC5 формира интеракције са BRD4, RFC2, PCNA, RFC4 i CHTF18.